# Роберт I де Умфравиль
Роберт I де Умфравиль (англ. Robert I de Umfraville; умер около 1145) — англо-нормандский аристократ, первый достоверно известный представитель англо-шотландского рода Умфравилей.

## Происхождение
Документально не установлено, когда представители рода появились в Англии. В настоящее время считается наиболее вероятным, что Умфравили происходят из нормандского поселения Офранвиль, расположенного недалеко от Дьеппа. Возможно, что род был связан с другой семьёй Умфравилей, представители которой около 1100 года действовали в Гламоргане, однако каких-то доказательств родства, кроме одного родового прозвания, не существует. Семейная традиция, которая была зафиксирована на судебном процессе, проходившем в 1207 году, называет их родоначальником Роберта Бородатого, первого барона Прадо, который якобы участвовал в нормандском завоевании Англии. Раскопки, которые проводились в замке Прадо, обнаружили там значительные укрепления, датируемые концом XI века, когда нормандцы начали обосновываться на берегу реки Тайн и к северу от неё, однако каких-то свидетельств, которые могут связать постройку замка с Умфравилями, не существует. При этом согласно записям в казначействе, сделанным в начале XIII века, первые свидетельства об Умфравилях относятся к правлению короля Генриха I, а по записанным там поколениям Роберт Бородатый идентичен Роберту II де Умфравилю. На основании этого современные исследователи делают вывод, что, вероятнее всего, никакого Роберта Бородатого не существовало, а поздняя традиция смешала двух представителей рода.

## Биография
Роберт был первым достоверно известным представителем рода Умфравилей. Впервые в источниках он появляется около 1120 года, когда засвидетельствовал хартию графа Нортумбрии Давида Шотландского (будущего короля Шотландии Давида I) об основании монастыря в Селкерке. Позже, до середины 1140-х годов имя Роберта появлялось в качестве свидетеля ряда других хартий Давида I и его сына, графа Генриха Хантингдонского. Вероятно, что именно Роберт I де Умфравиль получил в Шотландии владения в Киннэрде и Данипасе (Стерлингшир), которыми позже распоряжались его потомки.
Имел Роберт владения и в Северной Англии — в Нортумберленде и Йоркшире, получив их не позже 1130 года, когда, согласно казначейским свиткам, ему был прощён долг в 40 шиллингов. Английский король Генрих I в этот период проводил политику заселения северной части своего королевства, в соответствии с которой Умфравиль получил там замок Прадо, располагавшийся к югу от реки Тайн, который позволял контролировать дорогу из Карлайла в Ньюкасл. Кроме того, король велел Роберту освоить область Ридсдейл, которая в этот период фактически была не освоена и служила прибежищем для бандитов. Позже Прадо стал центром одноимённой баронии.
Роберт умер около 1145 года, ему наследовал старший сын Одинель I.

## Брак и дети
Имя жены Роберта неизвестно. Дети:
- Одинель I де Умфравиль (умер около 1166)[1][2].
- Гилберт I де Умфравиль (умер около 1175)[1].